# Archelaos I của Macedonia
Archelaus I (tiếng Hy Lạp: Άρχέλαος Α) là vua của Macedonia từ năm 413-399 TCN, lên ngôi sau khi Perdiccas II qua đời. Ông là con trai của Perdiccas với một nữ nô lệ. Tuy lên ngôi sau khi giết chết chú, em họ và người anh cùng cha khác mẹ, người thừa kế hợp pháp, nhưng Archelaus I tỏ ra là một vị vua có tài năng và đức độ, nổi tiếng với những thay đổi sâu rộng mà ông thực hiện trong bộ máy hành chính nhà nước, quân sự và thương mại.
Gần như ngay lập tức sau khi lên nắm quyền, Archelaus đã tạo điều kiện làm thay đổi mối quan hệ của Macedonia với người Athen, vốn là mối đe dọa lớn suốt nửa thế kỷ qua. Sau thất bại tan nát ở Syracuse, nơi hầu hết hạm đội của Athen đã bị phá hủy, người Athena không cách nào có đủ một số lượng lớn gỗ để xây dựng lại hạm đội mới. Archelaus đã lợi dụng tình thế thuận lợi, cung cấp cho người Athen số lượng gỗ mà họ cần. Để trả ơn, người Athen đã tôn vinh Archelaus và con của ông với danh hiệu proxenos và Euergetes.
Archelaus đã tiến hành nhiều cải cách nội bộ. Ông đã ban hành một loại tiền có chất lượng đúc tốt hơn.